# Eli de Caso
Eliana Elisabeth de Caso Sais (Santiago, 29 de noviembre de 1953), más conocida como Eli de Caso, es una presentadora de televisión y radio chilena. Es recordada por el programa Buenas tardes Eli, realizado por 12 años en Megavisión y Televisión Nacional de Chile, además de Aló Agricultura que hizo en Radio Agricultura por 17 años. Actualmente conduce el programa "Los Caminos de la Vida" de Radio Pudahuel junto a su hija, Krishna De Caso.

## Carrera mediática
Su periodo de mayor popularidad la vivió durante la década de 1990, cuando animó el espacio de ayuda social Aló Eli, transmitido inicialmente por La Red en 1991 y luego por Megavisión, renombrado Buenas tardes Eli, entre 1992 y 2000.
Fue jurado del XXXV Festival Internacional de la Canción de Viña del Mar, realizado en febrero de 1994.
En 2001 emigró a Televisión Nacional de Chile con el mismo Buenas tardes Eli, ahora con el eslogan TVN te responde. Fue transmitido hasta el 31 de diciembre de 2004.
Tras salir de la televisión, el 25 de abril de 2005 asumió el programa Aló Agricultura en Radio Agricultura. El programa fue uno de los espacios más emblemáticos de la emisora y estuvo al aire hasta 2018. Posteriormente, animaría el programa De caso en caso en la misma estación, programa que duraría hasta 2022.
En 2006 participó en el programa Locos por el baile de Canal 13. Pese a ser la cuarta eliminada, siguió en el canal para conducir La movida del Festival con Álvaro Salas en febrero de 2007 y a partir de marzo el nuevo matinal Juntos, el show de la mañana con Luis Jara y Karla Constant. Los resultados de rating no fueron los esperados y Eli se mantuvo solo hasta fin de año.
Tras un receso de casi siete años de la televisión, en septiembre de 2014 estrenó De caso en caso en La Red. Sin embargo, abandonó el espacio al poco tiempo por incompatibilidad de horarios laborales y fue reemplazada por sus hijas Krishna y Yuyuniz.
En 2022, vuelve a la radio con un programa en Radio Pudahuel, junto a su hija Krishna.

## Vida personal
Su primer matrimonio fue con el pintor colombiano Reynaldo Navas, unión de la que nacieron Yuyuniz y Krishna, quienes también han seguido una carrera en la televisión. Krishna adoptó posteriormente el apellidó de su madre como el primero. Luego, contrajo matrimonio en segunda nupcias con Luis Lavín, quien se encargó de la crianza paternal de sus dos hijas. Posteriormente se casó por tercera vez, esta vez con Raúl Alcaide, con quien tuvo un hijo, Raúl.En diciembre de 2012 contrajo matrimonio con su quinto marido, el empresario Manuel Tello.